# Arthur Zanetti
Arthur Nabarrete Zanetti (ur. 16 kwietnia 1990) – brazylijski gimnastyk, złoty medalista olimpijski z Londynu i srebrny z Rio de Janeiro, mistrz świata, dwukrotny złoty medalista uniwersjady, sześciokrotny medalista igrzysk panamerykańskich. Specjalizuje się w ćwiczeniach na kółkach.

## Igrzyska olimpijskie
Podczas swoich pierwszych igrzysk olimpijskich w Londynie zdobył złoty medal w rywalizacji ćwiczeń na kółkach. W finale pokonał Chińczyka Chena Yibinga o 0,1 punktu oraz Włocha Matteo Morandiego o 0,167 punktu. Był to pierwszy medal dla reprezentacji Brazylii w gimnastyce.
Cztery lata później w Rio de Janeiro zajął w finale drugie, zdobywając srebrny medal w ćwiczeniach na kółkach. Lepszy okazał się tylko Grek Eleftherios Petrounias o 0,234 punktu. Zawody drużynowe zakończył na szóstej pozycji. Brał również udział w wieloboju, zajmując 85. miejsce w kwalifikacjach.